# Hermann Steinmetz (Mineraloge)
Hermann Steinmetz (* 31. Dezember 1879 in Regensburg; † 16. August 1964 in München) war ein deutscher Mineraloge.

## Leben
Steinmetz war der Sohn des Historikers und Altphilologen Georg Steinmetz (1850–1945), Konrektor am Alten Gymnasium und Kustos des Ulrichmuseums in Regensburg. Nach  dem Abitur 1898 studierte er Naturwissenschaften und besonders Chemie an der Universität München, an der er 1903 promoviert wurde (Über Thallioxalate). Ab 1905 war er Assistent am Mineralogischen Institut der Universität München und ab 1923 Konservator in der Mineraliensammlung der Bayerischen Staatssammlung. 1928 wurde er ordentlicher Professor an der Bergakademie Freiberg, wechselte aber noch im selben Jahr als Professor an die TU München. 1950 wurde er dort emeritiert.
Seit 1936 war er ordentliches Mitglied der Bayerischen Akademie der Wissenschaften. 1948 wurde er Ehrenmitglied der Deutschen Mineralogischen Gesellschaft. 1952 erhielt er die Albertus-Magnus-Medaille von Regensburg.
Das Mineral Steinmetzit wurde zu seinen Ehren benannt.

## Schriften
- Mineralogie, Dieterich 1948

- Er war Mitarbeiter an Gmelin-Kraut´s Handbuch der Anorganischen Chemie.